# Schlacht bei Altwilmsdorf

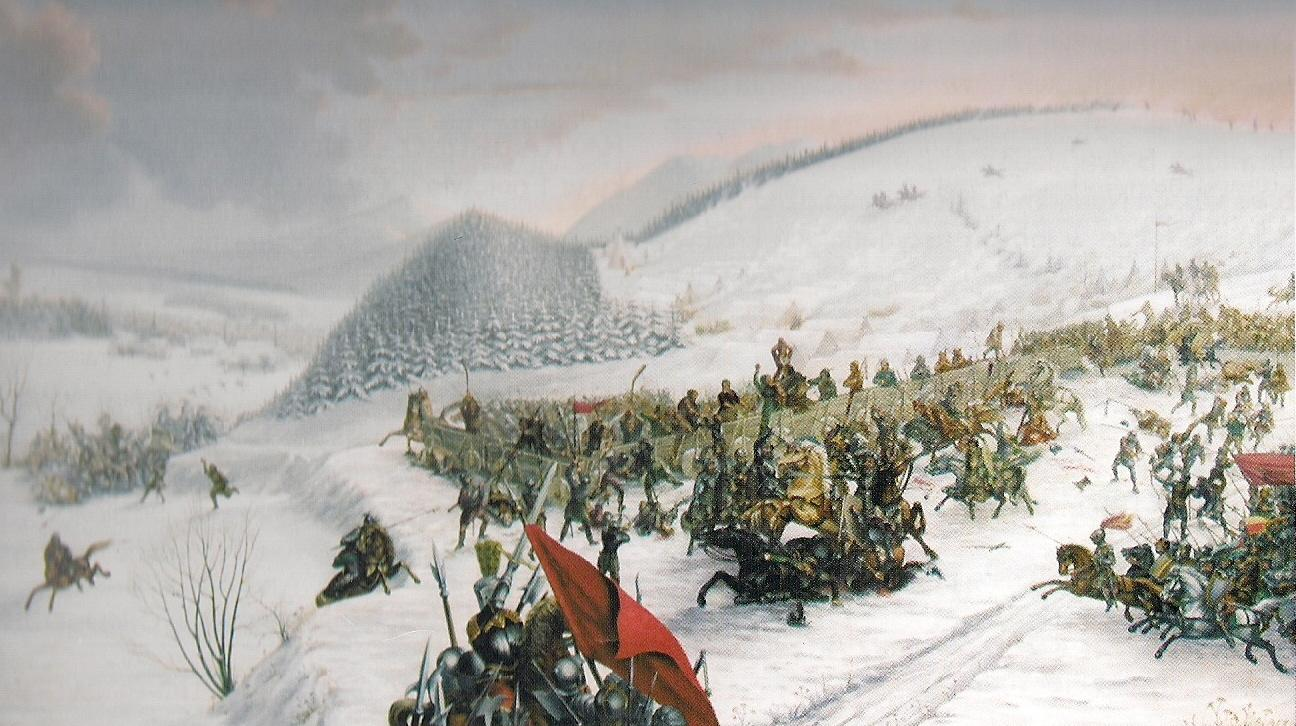
Die Schlacht am Roten Berge, Robert Hauk

Die Schlacht bei Altwilmsdorf (tschechisch: Bitva u Staré Jesenice) fand während der Hussitenkriege statt. Sie wurde am 27. Dezember 1428 am Roten Berge bei Altwilmsdorf im Glatzer Land ausgetragen.

## Geschichte
Vom Hummelschloss aus, das die Hussiten besetzt hielten, unternahmen sie mehrere Einfälle in das Glatzer Land und nach Schlesien. Um gegen die Einfälle der Hussiten gerüstet zu sein, schloss der Münsterberger Herzog Johann I. bereits 1424 ein Bündnis mit dem Glatzer Landeshauptmann Puta d. J. von Častolowitz.
Nachdem das Hussitentum im Glatzer Land keine Anhänger fand und das Glatzer Dekanat sich weiterhin zur Alten Kirche und damit zum Zittauer Domkapitel bekannte, beabsichtigen die Hussiten, sich der Stadt Glatz zu bemächtigen. Zu diesem Zweck schlugen sie im Dezember 1428 ein Lager bei Altwilmsdorf auf. Daraufhin zog Johann von Münsterberg zusammen mit Puta d. J., dessen Schwiegervater Albrecht von Kolditz und Wenzel II. von Troppau mit ihren schlesischen und Glatzer Heeren nach Altwilmsdorf, um das Hussitenlager anzugreifen. Bei den nachfolgenden Kämpfen, in denen die Hussiten siegreich waren, wurden Johann von Münsterberg sowie etwa 400 seiner Mitkämpfer getötet.